# Park Wilhelmshöhe
Park Wilhelmshöhe (niem. Bergpark Wilhelmshöhe) w Kassel – park krajobrazowy w Niemczech otaczający pałac Wilhelmshöhe, założony w 1696 roku z inicjatywy Karola I Heskiego. Główną atrakcją parku jest zespół kaskad i fontann.
W czerwcu 2013 park został wpisany na listę dziedzictwa kulturowego UNESCO.